# Wiktor Jankowski (matematyk)
Wiktor Jankowski (ur. 6 lipca 1913 w Berlinie, zm. 17 września 1996) – polski matematyk, wykładowca akademicki, profesor nauk matematycznych, rektor Politechniki Poznańskiej dwóch kadencji.

## Życiorys
W 1936 ukończył studia z filozofii w zakresie matematyki na Wydziale Matematyczno-Przyrodniczym Uniwersytetu Poznańskiego.
W 1991 otrzymał tytuł doktora honoris causa Politechniki Poznańskiej.
Został odznaczony w roku 1956 Złotym Krzyżem Zasługi, w 1964 Krzyżem Kawalerskim Orderu Odrodzenia Polski, w 1965 Odznaką Honorową Miasta Poznania.
Został pochowany na cmentarzu Górczyńskim w Poznaniu.

## Wybrane publikacje
- Wiktor Jankowski, Sur une zéros des polynomes contenant des paramètres arbitraires = O zerach wielomianów zawierających dowolne parametry, „Annales Universitatis Mariae Curie-Skłodowska. Sectio A, Mathematica”, 5, 1951, s. 31-92, ISSN 0365-1029 (fr.).
- Wiktor Jankowski, Geometria wykreślna. Podręcznik dla inżynierskich studiów zawodowych, wyd. 6, Warszawa: Państwowe Wydawnictwo Naukowe, 1990, ISBN 83-01-02483-6. Brak numerów stron w książce